# Jasmin Nunige
Jasmin Nunige, née Baumann le 28 décembre 1973 à Davos, est une sportive suisse spécialisée en ski de fond et ultra-trail. En ski de fond, elle a remporté quatre fois la Swiss Loppet et en trail, elle a notamment remporté six fois le Swiss Alpine Marathon K78 et deux fois l'Ultravasan 90.

## Biographie

### Carrière en ski de fond
Elle commence sa carrière en ski de fond. Elle décroche cinq podiums en coupe d'Europe dont deux victoires en 1995.
Elle prend part aux Jeux olympiques d'hiver de 1994 où elle termine 60e du 5 km classique et 51e du 10 km poursuite. L'année suivante, elle prend part aux championnats du monde de ski nordique où elle termine 39e du 30 km libre et 65e du 5 km classique.
Elle délaisse le ski de fond en 1998 et poursuit ses études de masseuse médicale. Elle ouvre son cabinet à Davos en 2001. Elle se marie à Guy Nunige, champion de France du 1500 m 1991 qui devient son entraîneur et avec lequel elle a deux enfants.
Elle participe cependant toujours à des courses marathon. Elle remporte la Swiss Loppet à quatre reprises en 2001, 2003, 2007 et 2009. Elle termine troisième de la Transjurassienne en 2005 et remporte la Gommerlauf en 2007.

### Transition à la course à pied
Encouragée par son mari, elle se met à la course à pied, prenant part principalement aux marathons de montagne et ultra-trails. En 2005, elle remporte la première de ses six victoires au Swiss Alpine Marathon K78,.
En 2010, à la suite de sa deuxième victoire au Swiss Alpine Marathon K78, elle est invitée à participer au Sugadaira Skyline Trail au Japon qu'elle remporte en terminant à la septième place du classement général.
Elle apprend qu'elle est atteinte de la sclérose en plaques en 2011. Elle décide de gérer sa maladie sans médication et avec une alimentation sélectionnée.
En 2011, elle remporte le Kaisermarathon, le LGT Alpin Marathon, termine deuxième au marathon de Zermatt et troisième à celui de la Jungfrau. Elle remporte ainsi la coupe de marathon de montagne 2011.
Elle court également sur route. Elle remporte le semi-marathon du Tessin 2008 en 1 h 20 min 10 s. Elle termine quatrième du marathon de Zurich 2012 en 2 h 44 min 28 s et abaisse son record personnel du marathon à 2 h 39 min 0 s au marathon de Berlin 2013.
Elle termine sixième du marathon de Zermatt en 2015, qui compte alors comme épreuve des championnats du monde de course en montagne longue distance 2015. Martina Strähl remporte le titre et Daniela Gassmann-Bahr termine cinquième. Ensemble, elles permettent à la Suisse de décrocher la médaille d'or par équipe.
Elle remporte l'Ultravasan 90 à deux reprises, en 2015 et en 2016, en battant à chaque fois le record féminin.
Elle effectue sa première course de 100 km en janvier 2019 lors du Hong Kong 100 où elle termine sixième.
Le 7 avril 2019, elle remporte le Grand Défi des Vosges en terminant première au scratch en 3 h 41 min 22 s, 48 secondes devant le vainqueur masculin, Mathieu Paciello.

## Palmarès en ski de fond

### Coupe d'Europe
5 podiums dont 2 victoires

### Marathon
Vainqueur de la Swiss Loppet en 2001, 2003, 2007 et 2009
- 3e Surselva Marathon 2003
- 1re Einsiedler Skimarathon 2005
- 3e Transjurassienne 2005
- 2e Surselva Marathon 2007
- 1re Gommerlauf 2007
- 2e Surselva Marathon 2008
- 3e Gommerlauf 2008

## Palmarès en athlétisme

### Route
| Année | Compétition                   | Lieu         | Place | Épreuve           | Performance       |
| ----- | ----------------------------- | ------------ | ----- | ----------------- | ----------------- |
| 2008  | Semi-marathon du Tessin       | Tenero       | 1re   | Semi-marathon     | 1 h 20 min 11 s   |
| 2009  | Semi-marathon du Tessin       | Tenero       | 2e    | Semi-marathon     | 1 h 19 min 34 s   |
| 2011  | Semi-marathon de Kaiserwinkl  | Walchsee     | 1re   | Semi-marathon     | 1 h 14 min 57 s 5 |
| 2011  | Tour de Tirol                 | Söll         | 1re   | Course par étapes | 4 h 1 min 54 s    |
| 2012  | Semi Marathon de la Wantzenau | La Wantzenau | 1re   | Semi-marathon     | 1 h 16 min 42 s   |
| 2012  | Marathon de Zurich            | Zurich       | 4e    | Marathon          | 2 h 44 min 29 s   |
| 2012  | Semi-marathon de Kaiserwinkl  | Walchsee     | 1re   | Semi-marathon     | 1 h 20 min 36 s 4 |
| 2012  | Tour de Tirol                 | Söll         | 1re   | Course par étapes | 5 h 37 min 53 s   |
| 2013  | Marathon de Berlin            | Berlin       | 11e   | Marathon          | 2 h 39 min 00 s   |
| 2015  | Tour de Tirol                 | Söll         | 1re   | Course par étapes | 6 h 58 min 56 s   |
| 2016  | Tour de Tirol                 | Söll         | 1re   | Course par étapes | 6 h 32 min 57 s   |
| 2017  | Comrades Marathon             | Durban       | 5e    | Ultramarathon     | 6 h 46 min 21 s   |

### Trail
| no  | féminin            | Course                                                      | Longueur | Départ            | Temps            |
| --- | ------------------ | ----------------------------------------------------------- | -------- | ----------------- | ---------------- |
| 29e | Médaille d'argent  | Swiss Alpine Marathon K30                                   | 30,0 km  | 27 juillet 2002   | 2 h 07 min 08 s  |
| 19e | Médaille d'argent  | Swiss Alpine Marathon K78                                   | 78,5 km  | 26 juillet 2003   | 6 h 54 min 00 s  |
| 9e  | Médaille d'or      | Marathon des Grisons                                        | 42,2 km  | 25 juin 2005      | 4 h 21 min 22 s  |
| 15e | Médaille d'or      | Swiss Alpine Marathon K78                                   | 78,5 km  | 29 juillet 2005   | 6 h 59 min 42 s  |
| 13e | Médaille d'argent  | Marathon des Grisons                                        | 42,2 km  | 24 juin 2006      | 4 h 33 min 52 s  |
| 13e | Médaille d'or      | Marathon des Grisons                                        | 42,2 km  | 28 juin 2008      | 4 h 21 min 47 s  |
| 22e | Médaille d'or      | Swiss Alpine Marathon K78                                   | 78,5 km  | 26 juillet 2008   | 7 h 00 min 36 s  |
| 22e | Médaille de bronze | Swiss Alpine Marathon K78                                   | 78,5 km  | 25 juillet 2009   | 6 h 58 min 35 s  |
| 43e | Médaille d'argent  | Marathon de la Jungfrau                                     | 42,2 km  | 5 septembre 2009  | 3 h 36 min 47 s  |
| 18e | Médaille de bronze | LGT Alpin Marathon                                          | 42,2 km  | 12 juin 2010      | 3 h 35 min 48 s  |
| 9e  | Médaille d'or      | Swiss Alpine Marathon K78                                   | 78,5 km  | 31 juillet 2010   | 6 h 39 min 28 s  |
| 43e | Médaille de bronze | Marathon de la Jungfrau                                     | 42,2 km  | 11 septembre 2010 | 3 h 35 min 11 s  |
| 7e  | Médaille d'or      | Sugadaira Skyline Trail                                     | 42,4 km  | 26 septembre 2010 | 4 h 53 min       |
| 9e  | Médaille d'or      | LGT Alpin Marathon                                          | 42,2 km  | 11 juin 2011      | 3 h 33 min 45 s  |
| 16e | Médaille d'argent  | Marathon de Zermatt                                         | 42,2 km  | 9 juillet 2011    | 3 h 36 min 24 s  |
| 32e | Médaille de bronze | Marathon de la Jungfrau                                     | 42,2 km  | 10 septembre 2011 | 3 h 35 min 50 s  |
| 15e | Médaille d'or      | Kaisermarathon                                              | 28,5 km  | 8 octobre 2011    | 2 h 10 min 58 s  |
| 15e | Médaille d'or      | LGT Alpin Marathon                                          | 42,2 km  | 2 juin 2012       | 3 h 39 min 28 s  |
| 17e | Médaille de bronze | Marathon de Zermatt                                         | 42,2 km  | 7 juillet 2012    | 3 h 43 min 51 s  |
| 3e  | Médaille d'or      | Swiss Alpine Marathon K78                                   | 79,4 km  | 28 juillet 2012   | 6 h 31 min 43 s  |
| 6e  | 6e                 | Challenge mondial de course en montagne longue distance     | 42,2 km  | 8 septembre 2012  | 3 h 36 min 13 s  |
| 7e  | Médaille d'or      | Kaisermarathon                                              | 42 km    | 6 octobre 2012    | 3 h 39 min 47 s  |
| 5e  | Médaille d'or      | LGT Alpin Marathon                                          | 42,2 km  | 8 juin 2013       | 3 h 34 min 59 s  |
| 9e  | Médaille d'or      | Marathon des Grisons                                        | 42,2 km  | 29 juin 2013      | 3 h 24 min 41 s  |
| 5e  | Médaille d'or      | Swiss Alpine Marathon K78                                   | 77,5 km  | 27 juillet 2013   | 6 h 53 min 00 s  |
| 16e | Médaille d'or      | LGT Alpin Marathon                                          | 42,2 km  | 14 juin 2014      | 3 h 40 min 55 s  |
| 8e  | Médaille d'argent  | LGT Alpin Marathon                                          | 42,2 km  | 13 juin 2015      | 3 h 34 min 01 s  |
| 52e | 6e                 | Championnats du monde de course en montagne longue distance | 42,2 km  | 4 juillet 2015    | 3 h 38 min 52 s  |
| 6e  | Médaille d'or      | Swiss Alpine Marathon K78                                   | 76,1 km  | 25 juillet 2015   | 6 h 52 min 21 s  |
| 17e | Médaille d'or      | Ultravasan 90                                               | 90 km    | 22 août 2015      | 7 h 02 min 35 s  |
| 20e | Médaille d'argent  | Kaisermarathon                                              | 42 km    | 10 octobre 2015   | 4 h 05 min 31 s  |
| 47e | Médaille d'or      | Pölventrail                                                 | 23,4 km  | 11 octobre 2015   | 2 h 13 min 30 s  |
| 29e | Médaille d'argent  | Grand Trail des Templiers                                   | 75 km    | 25 octobre 2015   | 8 h 04 min 48 s  |
| 14e | Médaille d'or      | Trail du Petit Ballon                                       | 52 km    | 13 mars 2016      | 4 h 26 min 32 s  |
| 4e  | Médaille d'or      | Grand Défi des Vosges                                       | 59 km    | 10 avril 2016     | 4 h 55 min 35 s  |
| 3e  | Médaille d'or      | Ecotrail Oslo                                               | 80 km    | 21 mai 2016       | 6 h 54 min 41 s  |
| 5e  | Médaille d'or      | Swiss Alpine Marathon K78                                   | 76,1 km  | 31 juillet 2016   | 7 h 05 min 41 s  |
| 13e | Médaille d'or      | Ultravasan 90                                               | 90 km    | 20 août 2016      | 6 h 54 min 32 s  |
| 9e  | Médaille d'argent  | Kaisermarathon                                              | 42 km    | 8 octobre 2016    | 3 h 49 min 28 s  |
| 21e | Médaille d'or      | Pölventrail                                                 | 23,4 km  | 9 octobre 2016    | 2 h 05 min 18 s  |
| 28e | Médaille d'or      | Grand Trail des Templiers                                   | 76 km    | 23 octobre 2016   | 8 h 00 min 52 s  |
| 7e  | Médaille d'or      | Éco-Trail de Paris Île-de-France                            | 80 km    | 18 mars 2017      | 6 h 28 min 22 s  |
| 3e  | Médaille d'or      | Grand Défi des Vosges                                       | 43,5 km  | 29 avril 2017     | 3 h 40 min 55 s  |
| 6e  | Médaille d'or      | Engadin Ultraks Media                                       | 30,1 km  | 1er juillet 2017  | 3 h 23 min 24 s  |
| 4e  | Médaille d'or      | Ecotrail Funchal-Madeira                                    | 40 km    | 28 octobre 2017   | 5 h 18 min 01 s  |
| 11e | Médaille d'argent  | Swiss Alpine Irontrail T88                                  | 88,1 km  | 21 juillet 2018   | 10 h 09 min 11 s |
| 18e | Médaille de bronze | Transruinaulta Trailmarathon                                | 42,2 km  | 20 octobre 2018   | 4 h 04 min 00 s  |
| 30e | 6e                 | Hong Kong 100                                               | 100 km   | 19 janvier 2019   | 13 h 19 min 21 s |
| 1re | Médaille d'or      | Grand Défi des Vosges                                       | 43 km    | 7 avril 2019      | 3 h 41 min 22 s  |
| 9e  | Médaille d'or      | Swiss Alpine Marathon K68                                   | 67,6 km  | 24 juillet 2021   | 6 h 50 min 36 s  |
| 18e | Médaille d'argent  | Trail Alsace Grand Est - Trail des Celtes                   | 50 km    | 19 mai 2023       | 4 h 40 min 45 s  |
| 10e | Médaille de bronze | Davos X-Trails Gold                                         | 42,7 km  | 29 juillet 2023   | 4 h 9 min 58 s   |
| 3e  | Médaille d'or      | Cappadocia Medium Trail                                     | 63 km    | 19 octobre 2024   | 5 h 49 min 14 s  |
| 10e | Médaille d'argent  | Davos X-Trails Diamond                                      | 42,7 km  | 26 juillet 2025   | 4 h 10 min 57 s  |

## Records
| Épreuve       | Performance       | Date              | Lieu     |
| ------------- | ----------------- | ----------------- | -------- |
| 5 kilomètres  | 17 min 55 s 0     | 14 juin 2009      | Berne    |
| 10 kilomètres | 35 min 13 s       | 10 novembre 2013  | Colmar   |
| 15 kilomètres | 56 min 45 s       | 20 mars 2010      | Chiètres |
| 10 miles      | 1 h 1 min 2 s     | 18 avril 2009     | Berne    |
| Semi-marathon | 1 h 14 min 57 s 5 | 9 octobre 2011    | Söll     |
| Marathon      | 2 h 39 min 0 s    | 29 septembre 2013 | Berlin   |